# Bulgarien uden censur
Bulgarien uden censur (bulgarsk: България без цензура, Balgariya bez tsenzura) er et populistisk politisk parti i Bulgarien.
Partiet blev startet af den tidligere tv-vært Nikolaj Barekov i januar 2014, og stillede op første gang til Europa-Parlamentsvalget 2014, hvor det vandt et sæde i EU-Parlamentet som en del af en midlertidig koalition med IMRO og blev en del af Gruppen af Europæiske Konservative og Reformister.